# Fons Jansen (cabaretier en schrijver)
Alphonsus Paulus Johannes Maria (Fons) Jansen (Bussum, 12 oktober 1925 – Hilversum, 23 maart 1991) was een Nederlandse cabaretier en schrijver.

## Biografie

### Jeugd
Fons Jansen werd als vierde van vijf kinderen geboren in een muzikaal gezin. Zijn vader Alphonsus Maria Fredericus Jansen (1889-1957) was cellist, zijn Duitse moeder Katharina Maria Geis (1897-1982) concertpianiste en zijn oudere zus Annemiek Padt-Jansen, die later de politiek in ging, bespeelde de harp, zijn broer Guus speelde dwarsfluit. Het gezin woonde in Amsterdam, waar zowel Fons’ vader als diens zus de violiste Sepha Jansen in het Concertgebouworkest speelden. Sepha trouwde met dirigent Eduard van Beinum en Fons was veel in het Concertgebouw te vinden om zijn familie te horen spelen. Fons was enorm gesteld op de enthousiaste, toegewijde en beminnelijke ‘Oom Eed’ die voor hem een groot voorbeeld was.  
Fons Jansen kwam al op jonge leeftijd in aanraking met opera's, operettes, concerten, toneel, revue, cabaret en film. Hij was vooral onder de indruk van de vermaarde clown Buziau en wilde graag naar de toneelschool. Zijn vader verbood dat omdat je daar volgens hem toch maar een slecht mens van werd.  

### Streng Katholiek
De ouders van Fons voelden zich door de rooms-katholieke moraal gedwongen om steeds wéér een kind te krijgen, terwijl de doktoren zeiden dat zijn moeders fijngevoelige lichaam dat niet meer aankon. Dit veroorzaakte bij de geboorte van het laatste kind een post-partumdepressie. In die tijd was dat niet behandelbaar zodat zijn moeder voor de rest van haar leven in een psychiatrische inrichting belandde. Een leger van huishoudsters en inwonende tantes bracht geen stabiliteit in het leven van Fons en zijn oudere broer en zus.

### Oorlog en bezetting
In 1944 behaalde Jansen het diploma HBS-B aan het door Jezuïeten geleide Ignatiuscollege in Amsterdam. Inmiddels was WOII in volle gang en om aan de Arbeitseinsatz te ontkomen, dook Fons enige tijd onder op een boerderij in Alphen a/d Rijn. Daar leerde hij zijn vrouw kennen, Caecilia Maria Theresia Verkleij (1924-2015, kunstzinnig therapeut), met wie hij in 1950 trouwde. Samen kregen ze vier kinderen, waaronder de latere videograaf Olivier Jansen.

### Dienstplicht
Na de bezetting kwam Jansen als nieuwslezer terecht bij de Radionieuwsdienst van het ANP. Al snel werd hij echter opgeroepen om zijn dienstplicht te vervullen. Hij volgde daartoe de officiersopleiding aan de Koninklijke Militaire Academie in Breda. Ondertussen bleef hij, dankzij speciaal verlof, gedurende de helft van de week als nieuwslezer bij de Radionieuwsdienst werken.
In 1947 behoorde Jansen tevens tot de medeoprichters van het blad G3, wat staat voor Goede Geestgemeenschap in Leger en Luchtmacht. Dit kritische opinieblad was eigenlijk alleen bestemd voor militairen, maar werd ook daarbuiten populair. Door zijn bijdrage aan G3 ontwikkelde hij zich als kritisch schrijver, die door zijn duidelijke taal meehielp aan het emancipatieproces van de katholieken.
Van 1948 tot mei 1950 werd Jansen als tweede luitenant uitgezonden naar Nederlands-Indië. Hier was hij ook betrokken bij omroepwerk voor een station dat uitzond voor de Nederlandse militairen. Hij was zelf niet betrokken bij gevechtshandelingen. Militarisme en Nederlands-Indië zouden later nog vaak in zijn theaterprogramma's langskomen.

### Omschakeling
Na de diensttijd pakte Jansen zijn werk bij het ANP en voor G3 weer op. In 1954 werd hij daarnaast gespreksleider bij het katholiek vormingscentrum voor de landmacht Waalheuvel te Ubbergen. Tussen 1950 en 1963 publiceerde hij zelfstandig acht boeken over liefde, huwelijk en seksuele voorlichting. Naar aanleiding van zijn publicaties hield Jansen ook lezingen in het land. Gaandeweg werden deze komischer, en de respons - de lach - inspireerde hem om niet meer voor te lezen, maar de teksten uit het hoofd te leren.
Ondertussen raakte Jansen moe van almaar nieuwe groepen militairen, met almaar dezelfde eigentijdse vragen. Hij kon daar binnen het vormingscentrum niet mee uit de voeten. In 1960 ging hij werken bij Radio Nederland Wereldomroep, waar hij radiotechnicus Michel Plemper ontmoette.

### Doorbraak

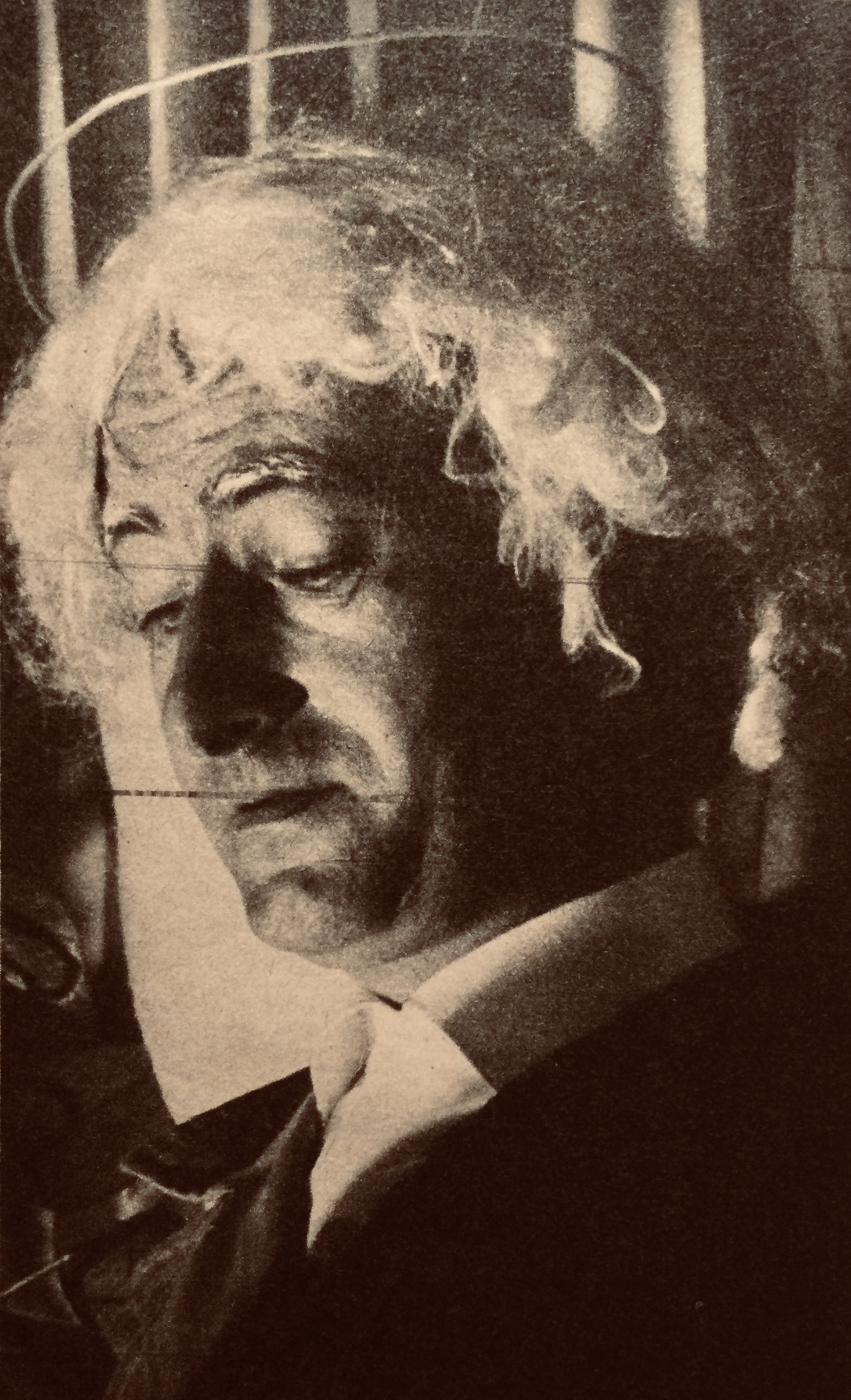
Fons Jansen als engel zijn programma De Lachende Kerk

Op 6 mei 1962 ging De lachende Kerk in première, een programma waarin Jansen de Rooms-Katholieke Kerk op de hak nam. Samen met Plemper, die hem zowel begeleidde op piano als het technische aspect voor zijn rekening nam, had Jansen de stap naar het cabaret gemaakt. De voorstelling werd al snel met enthousiasme ontvangen, en Jansen en Plemper zouden tot 1965 door het land toeren. Het programma droeg bij aan het vernieuwingsdenken binnen de katholieke kerk in Nederland in de tijd van het Tweede Vaticaans Concilie en de Aggiornamento van paus Johannes XXIII. Zijn strijd tegen de psychische dwang van de katholieke moraal droeg ook bij aan de secularisatie.

### Cabaret
Na De lachende Kerk volgden nog vijf cabarets. Het begon met Hoe meer zielen in 1965, dat de oecumene als thema had. Daarna kwam Drie maal andermaal in 1968, dat vooral over opvoeding en gezin ging.
In 1971 kwam Jansen met Kwartetten, zijn eerste meer algemene programma, Daarna volgden nog Vijf (Fons Jansen 5) in 1975 en zijn laatste programma Zullen we handhaven? in 1980. Jansen zelf beschouwde dit laatste programma als het meest geslaagde: naar eigen zeggen ging hij daarin zo ver als hij altijd had willen gaan. Fons Jansen had een select publiek (dat hij zijn fonspatiënten noemde) en zijn humor kenmerkte zich door milde ironie, spitsvondige woordspelingen en maatschappijkritiek.
Fons Jansen zong daarnaast in Ongewoon Recital jarenlang klassieke liederen van o.a. Brahms, Schubert en Schumann, die hij in humoristisch Nederlands vertaalde, op de vleugel begeleid door Frans van Dalen. In Kleintje Kunst zong hij met actrice Henny Orri klassieke duetten volgens hetzelfde concept.

### Stapje terug
In 1984 speelde Jansen zijn laatste voorstelling. Hij stapte uit de schijnwerpers, en richtte zich weer op het schrijven en het geven van lezingen. Achter de schermen werkte hij mee aan televisieprogramma's, waaronder Farce Majeure.

### Ziekte en dood
In het najaar van 1990 kreeg Fons Jansen te horen dat hij longkanker had en ongeneeslijk ziek was. Hij besloot geen behandeling te ondergaan. Hij was naar eigen zeggen nieuwsgierig geworden naar wat er zou komen na zijn dood. Hij overleed in het voorjaar van 1991 op 65-jarige leeftijd. Hij werd begraven op de Noorderbegraafplaats in Hilversum.

### Intieme vriendschap
Fons Jansen had met medeweten van zijn gezin een intieme vriendschap met Ricky Mullenders-van Steen (1929-2016). Zij was voor hem een belangrijk klankbord en omdat zij ver weg woonde kwam ze regelmatig bij het gezin logeren. Ook schreven ze elkaar veel brieven waaruit ze op zijn verzoek een jaar na zijn overlijden het boek Fons Jansen Postuum: Intieme gedachten over God, liefde en dood (Balans, 1992) heeft samengesteld.

## Stamboom
|                            |                            |                            |                            |                            |                            |  |  |                    |                    |                    |                    |                    |                    |                    |                    |                          |                          |                          |                          |                          |                          |                        |                        |                            |                            |                            |                            |                            |                            |                   |                   |
|                            |                            |                            |                            |                            |                            |  |  |                    |                    |                    |                    |                    |                    |                    |                    |                          |                          |                          |                          |                          |                          |                        |                        |                            |                            |                            |                            |                            |                            |                   |                   |
| Eduard van Beinum dirigent | Eduard van Beinum dirigent | Eduard van Beinum dirigent | Eduard van Beinum dirigent | Eduard van Beinum dirigent | Eduard van Beinum dirigent |  |  | Sepha Jansen viool | Sepha Jansen viool | Sepha Jansen viool | Sepha Jansen viool | Sepha Jansen viool | Sepha Jansen viool |                    |                    | Alphonsus Jansen cellist | Alphonsus Jansen cellist | Alphonsus Jansen cellist | Alphonsus Jansen cellist | Alphonsus Jansen cellist | Alphonsus Jansen cellist |                        |                        | Katharina Maria Geis piano | Katharina Maria Geis piano | Katharina Maria Geis piano | Katharina Maria Geis piano | Katharina Maria Geis piano | Katharina Maria Geis piano |                   |                   |
| Eduard van Beinum dirigent | Eduard van Beinum dirigent | Eduard van Beinum dirigent | Eduard van Beinum dirigent | Eduard van Beinum dirigent | Eduard van Beinum dirigent |  |  | Sepha Jansen viool | Sepha Jansen viool | Sepha Jansen viool | Sepha Jansen viool | Sepha Jansen viool | Sepha Jansen viool |                    |                    | Alphonsus Jansen cellist | Alphonsus Jansen cellist | Alphonsus Jansen cellist | Alphonsus Jansen cellist | Alphonsus Jansen cellist | Alphonsus Jansen cellist |                        |                        | Katharina Maria Geis piano | Katharina Maria Geis piano | Katharina Maria Geis piano | Katharina Maria Geis piano | Katharina Maria Geis piano | Katharina Maria Geis piano |                   |                   |
|                            |                            |                            |                            |                            |                            |  |  |                    |                    |                    |                    |                    |                    |                    |                    |                          |                          |                          |                          |                          |                          |                        |                        |                            |                            |                            |                            |                            |                            |                   |                   |
|                            |                            |                            |                            |                            |                            |  |  |                    |                    |                    |                    |                    |                    |                    |                    |                          |                          |                          |                          |                          |                          |                        |                        |                            |                            |                            |                            |                            |                            |                   |                   |
|                            |                            |                            |                            |                            |                            |  |  |                    |                    | Annemiek Padt harp | Annemiek Padt harp | Annemiek Padt harp | Annemiek Padt harp | Annemiek Padt harp | Annemiek Padt harp |                          |                          | Fons Jansen cabaretier   | Fons Jansen cabaretier   | Fons Jansen cabaretier   | Fons Jansen cabaretier   | Fons Jansen cabaretier | Fons Jansen cabaretier |                            |                            | Guus Jansen fluit          | Guus Jansen fluit          | Guus Jansen fluit          | Guus Jansen fluit          | Guus Jansen fluit | Guus Jansen fluit |

- Biografisch Portaal: 73046785
- Digitale Bibliotheek voor de Nederlandse Letteren: jans339
- Gemeinsame Normdatei: 1169091458
- MusicBrainz: 5bc0e4bb-00b4-4152-a869-b4dc2d09e255
- Nederlandse Thesaurus van Auteursnamen: 068722117
- Virtual International Authority File: 306158578